# The Twelfth Juror
The Twelfth Juror er en amerikansk stumfilm fra 1913 af George Lessey.

## Medvirkende
- Ben F. Wilson som Harry Baker
- Laura Sawyer som Alice Charlton
- Jack Conway som Clarence Morton
- R. Henry Grey som Jeff Robey
- Harold Lloyd